# 인도 아대륙
인도 아대륙(印度亞大陸, 영어: Indian subcontinent) 또는 인도반도(印度半島)는 현재 남아시아에서 인도, 파키스탄, 방글라데시, 네팔, 부탄, 스리랑카 등의 나라가 위치한 지역으로서, 지리적으로 북동쪽은 히말라야산맥, 서쪽은 아라비아해, 동쪽은 벵골만으로 둘러싸여 있다.

## 지질학
지질학적으로 인도 아대륙은 인도판에 속한다. 한때는 작은 대륙이었으나, 5000만~5500만년 전에 유라시아판과 충돌하면서 히말라야산맥과 티베트고원을 형성해 아시아의 일부가 되었다.

## 인도 아대륙의 나라들
인도 아대륙에는 다음의 국가 또는 지역이 있다.
| 국명       | 공용어                                    | 수도                     | 면적Km²   |
| ---------- | ----------------------------------------- | ------------------------ | --------- |
| 인도       | 힌디어·영어                               | 뉴델리                   | 3,287,590 |
| 네팔       | 네팔어                                    | 카트만두                 | 141,787   |
| 부탄       | 종카어                                    | 팀부                     | 47,500    |
| 파키스탄   | 우르두어·펀자브어・영어・신드어・파슈토어 | 이슬라마바드             | 803,940   |
| 방글라데시 | 벵골어                                    | 다카                     | 143,998   |
| 스리랑카   | 싱할라어·타밀어・영어                     | 스리자야와르데네푸라코테 | 65,610    |

## 같이 보기
- 아라비아반도
- 힌두스탄
- 남아시아 지역 협력 연합